# Le Pont-de-Planches
Le Pont-de-Planches is een plaats en voormalige gemeente in het Franse departement Haute-Saône in de regio Bourgogne-Franche-Comté en telt 209 inwoners (2011). De plaats maakt deel uit van het arrondissement Vesoul.

## Geschiedenis
De gemeente fuseerde op 15 december 2015 met Greucourt en Vezet tot de commune nouvelle La Romaine.

## Geografie
De oppervlakte van Le Pont-de-Planches bedraagt 6,9 km², de bevolkingsdichtheid is 30,3 inwoners per km².
De onderstaande kaart toont de ligging van Le Pont-de-Planches met de belangrijkste infrastructuur en aangrenzende gemeenten.

## Demografie
Onderstaande figuur toont het verloop van het inwonertal (bron: INSEE-tellingen).